# Xã Clay, Quận LaGrange, Indiana
Xã Clay (tiếng Anh: Clay Township) là một xã thuộc quận LaGrange, tiểu bang Indiana, Hoa Kỳ. Năm 2010, dân số của xã này là 3.424 người.